# Lockheed HC-130
Le Lockheed HC-130 est un avion militaire américain. Il s'agit d'une version du C-130 Hercules optimisée pour les missions de recherche et sauvetage en mer et de sauvetage au combat. Jamais exporté il ne sert qu'aux États-Unis, dans l'US Air Force et dans l'US Coast Guard. Certaines séries sont aptes également à des missions de ravitaillement en vol, principalement au profit d'hélicoptères.

## Historique

### Au sein de l'US Coast Guard

#### Versions de série

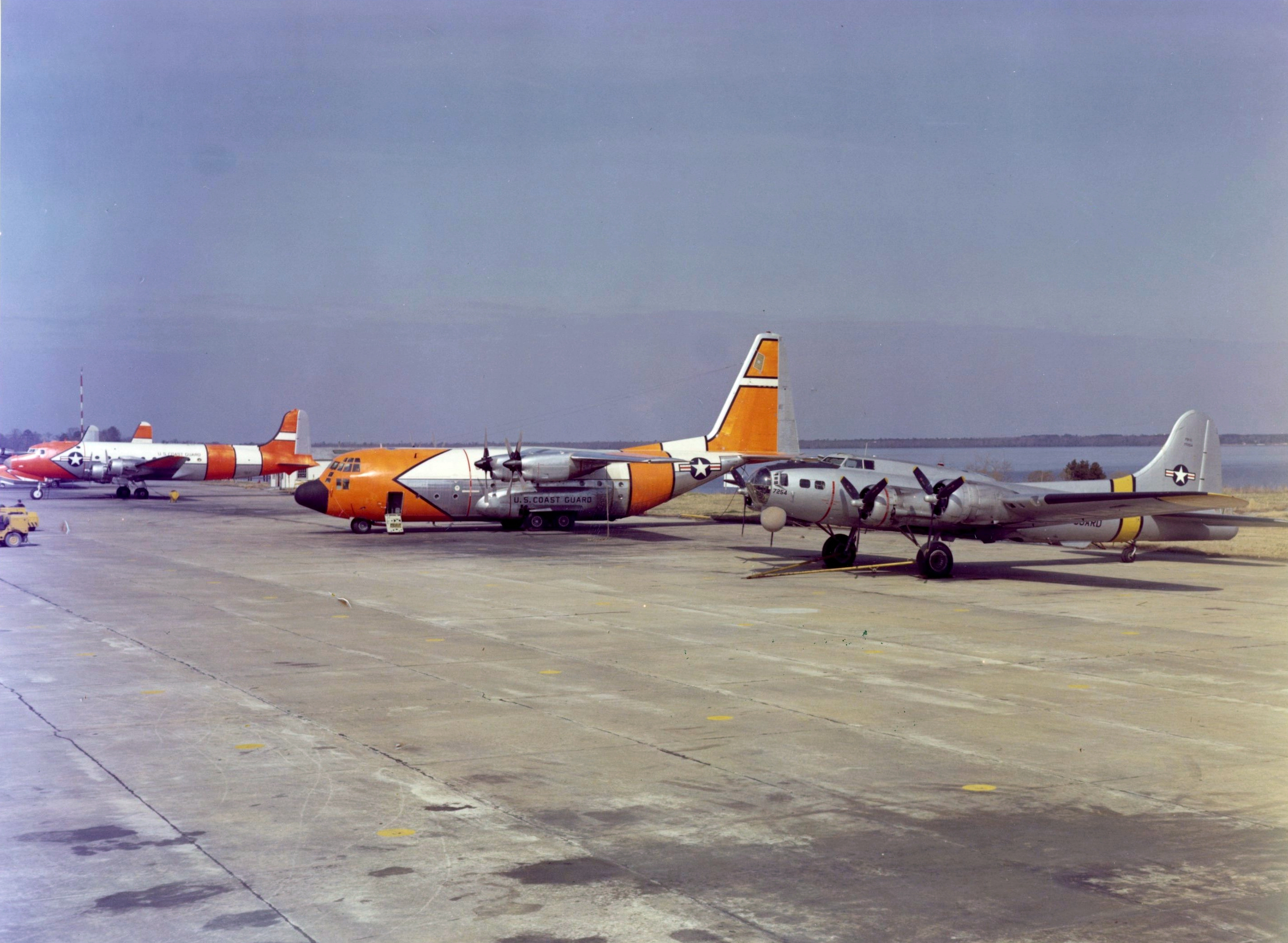
Le Lockheed R8V-1G avec ses deux prédécesseurs, le Boeing PB-1G devant lui et le Douglas R5D-3G derrière lui.

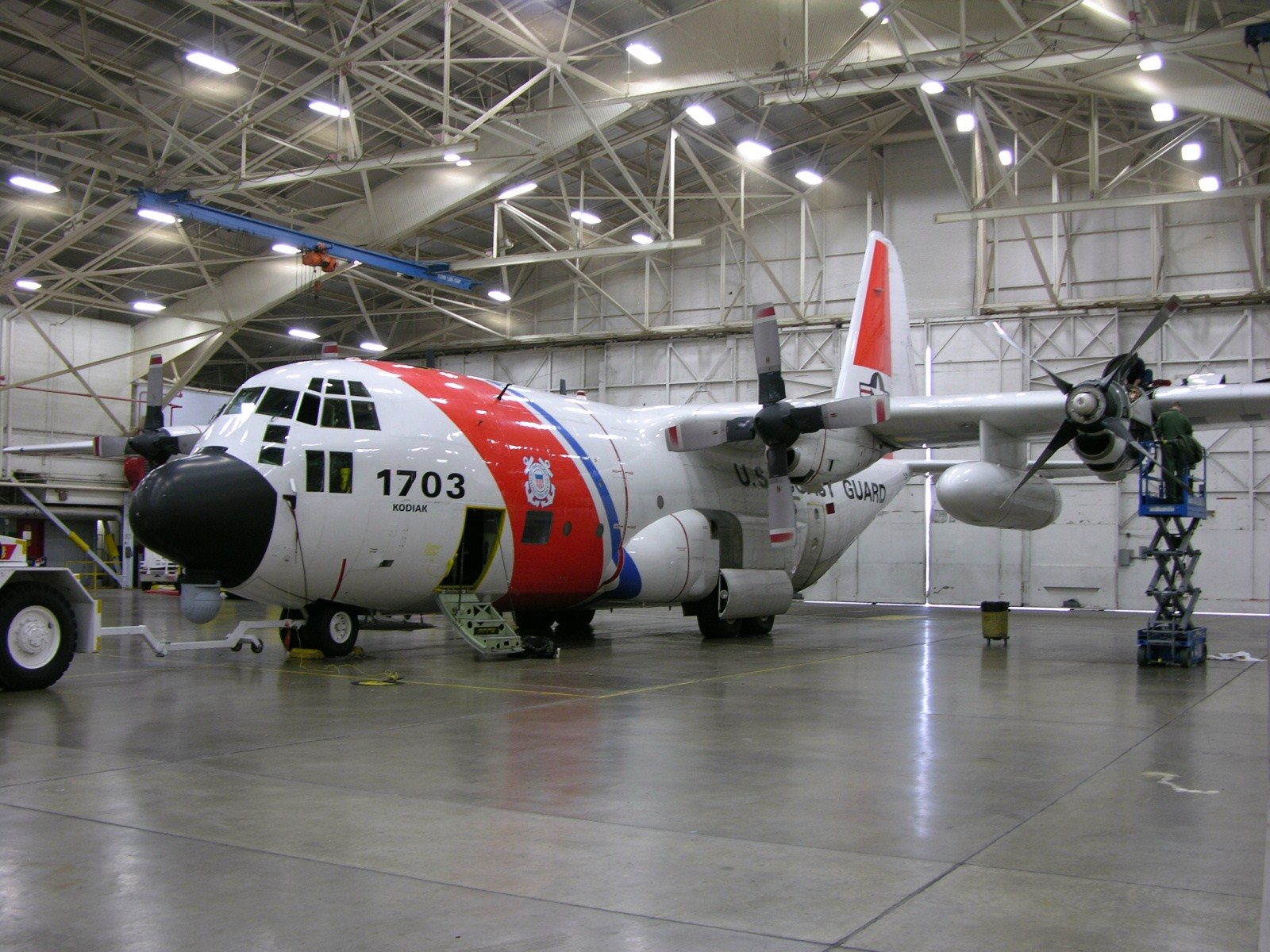
Lockheed HC-130H en entretien au hangar.

En 1956 l'US Coast Guard annonça qu'elle recherchait un nouvel avion destiné aux missions de recherche et sauvetage en mer, en vue du remplacement de ses derniers Boeing PB-1G et de ses quelques Douglas R5D-3G, des avions alors particulièrement usés. Surtout elle demanda à disposer d'un modèle d'avion spécialement conçu pour cette mission. Ses responsables s'intéressaient déjà officiellement au Lockheed C-130A Hercules, qui venait de faire son entrée en service opérationnel dans l'USAF. Finalement en 1958 l'US Coast Guard prit la décision de commander à Lockheed quatre C-130B profondément modifiés à qui elle réserva la désignation de R8V-1G. En fait il s'agissait de quatre avions initialement construits par l'US Air Force sous les numéros de série 58-5396, 58-5397, 58-6973, et 58-6974. 
Le tout premier d'entre eux réalisa son premier vol en tant que R8V-1G en mars 1959. Par rapport aux avions de série il emportait un nouveau radar de recherche tout temps AN/APS-29, ainsi que des chaînes SAR, c'est-à-dire des éléments largables en vol et permettant à des rescapés de naufrage d'attendre les hélicoptères ou les patrouilleurs et vedettes de sauvetage. Les quatre avions reçurent les nouveaux numéros de série 1339, 1340, 1341, et 1342 conformes à la nomenclature de l'US Coast Guard (garde-côtes). Ils furent officiellement acceptés au service en 1960. Deux ans plus tard, conformément au réalignement des désignations d'aéronefs les R8V-1G devinrent de SC-130B. Cependant cette désignation ne demeura que quelques semaines, le S prêtant à confusion avec les aéronefs de lutte contre les sous-marins. Ils furent donc désignés HC-130B. Cette même année 1962 huit nouveaux avions de ce type furent commandés portant la flotte totale à douze machines.
En 1966 l'US Air Force livra à l'US Coast Guard un EC-130E (en) de guerre électronique afin de remplacer deux hélicoptères Sikorsky HH-3F prélevés sur ses stocks et employés par l'aviation américaine lors de la guerre du Viêt Nam. Cet avion fut transformé au standard HC-130B sans pour autant quitter sa désignation d'EC-130E.
En 1972 une nouvelle version fit son apparition, le HC-130H, dont 36 exemplaires furent acquis. Dotés d'une avionique largement améliorée, intégrant des radars de recherches plus perfectionnés, une meilleure motorisation, et surtout des réservoirs de carburant externes, les commandes et livraisons furent échelonnées jusqu'en 1985. En avril de l'année suivante les HC-130B et l'unique EC-130E furent retirés du service et convoyés par les airs jusqu'à Davis-Monthan Air Force Base pour y être stockés.
En 2001 l'US Coast Guard a commandé six exemplaires d'une toute nouvelle version, désignée HC-130J. Directement dérivée du C-130J Super Hercules cette version dispose là encore d'une nouvelle motorisation, mais surtout de la capacité de ravitailler en vol des hélicoptères comme le Sikorsky HH-60J Jayhawk dont certains exemplaires ont été dotés d'une perche de ravitaillement en vol.
Début 2013 les Lockheed HC-130H et HC-130J sont encore les principaux avions de recherche et sauvetage de l'US Coast Guard. Leur rôle est d'opérer en haute mer. En outre ces avions participent activement à la Patrouille internationale des glaces où leur rayon d'action leur permet de suivre les icebergs sur de longues distances. Ces avions s'intègrent parfaitement dans l'arsenal aérien des garde-côtes américains, aux côtés des Dassault HU-25 Guardian et des Airbus Military HC-144 Deepwater.
En 2020, les onze HC-130J sont au centre de plusieurs modifications. Outre le passage au standard Block 8.1, ils disposeront d'ici 2023 du système de mission Minotaur. 

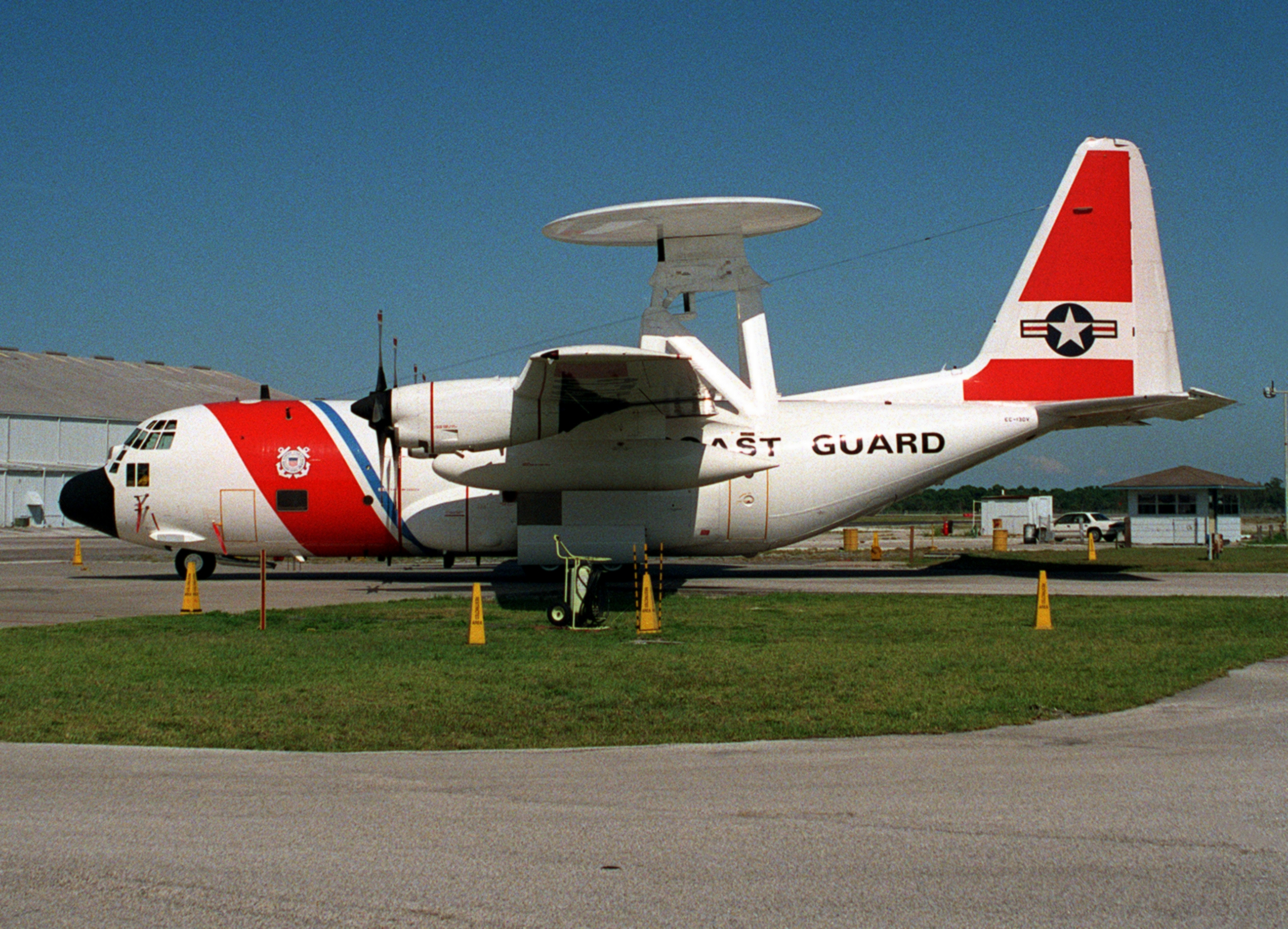
L'unique exemplaire du Lockheed EC-130V.

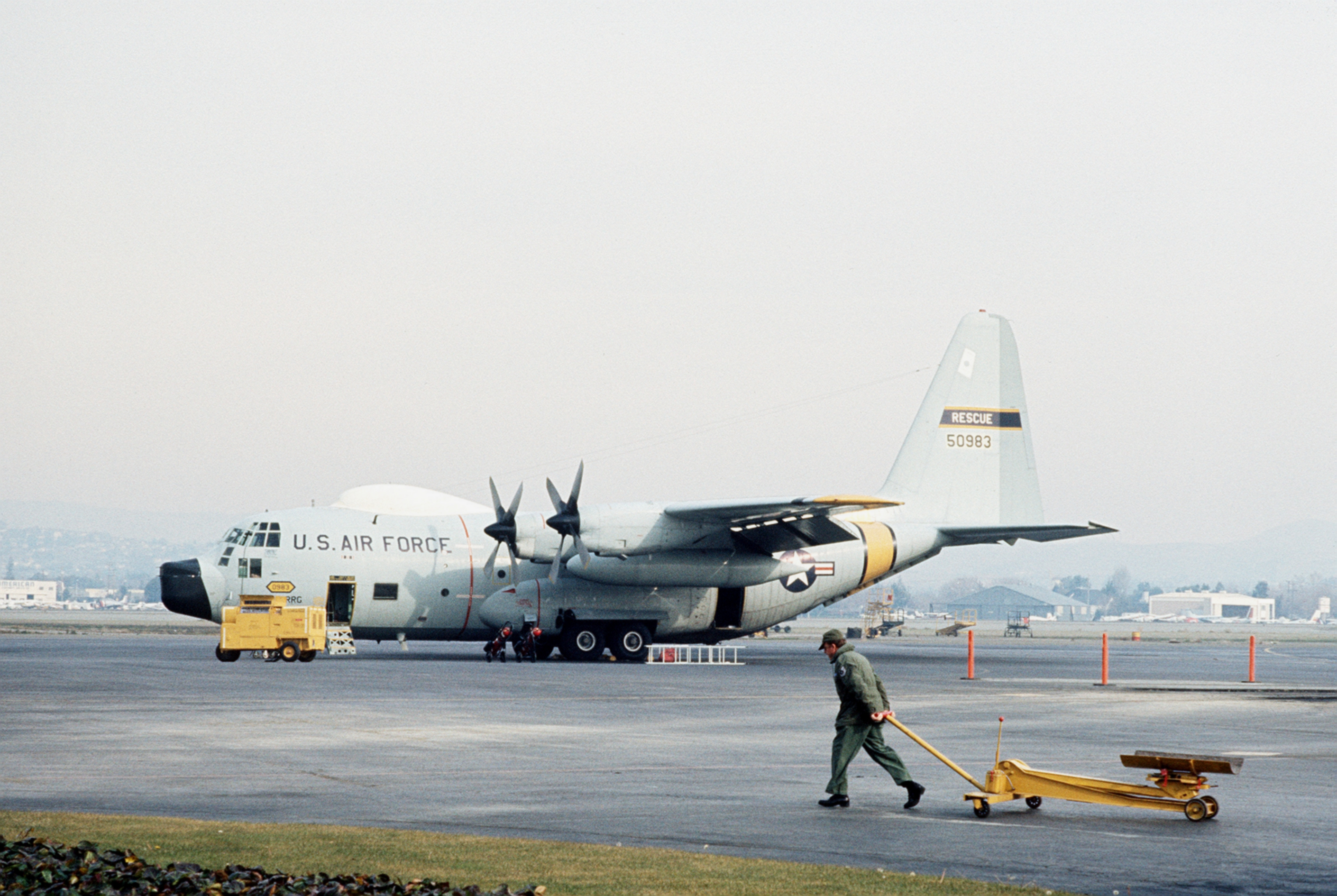
Sur ce Lockheed HC-130H de l'US Air Force le carénage de fuselage est parfaitement visible.

Au cours de leur carrière les HC-130 de l'US Coast Guard n'ont eu à déplorer qu'une seule perte en service. Le HC-130H porteur du numéro de série 1600 s'est écrasé à l'atterrissage le 30 juillet 1982 sur l'île d'Attu, dans l'archipel aléoutien. Deux membres d'équipage sont décédés.

#### Version spéciale
En 1990 l'US Coast Guard annonça qu'elle s'intéressait à une version du HC-130H capable également de servir de poste de commandement aéroporté et d'avion-radar. Pour ce faire elle préleva sur ses stocks l'appareil numéro 1721 qu'elle confia à l'avionneur General Dynamics. Il fut doté d'un radar AN/APS-145 monté dans un rotodôme, c'est-à-dire un radôme rotatif, comme sur le Boeing E-3 Sentry. Il est à noter que l'AN/APS-145 équipait alors déjà le Grumman E-2C Hawkeye en service dans l'US Navy. Après plusieurs vols d'essais réalisés par l'US Navy entre 1991 et 1994 l'avion fut déclaré inapte par les garde-côtes américains. Il avait entre-temps reçu la désignation d'EC-130V. Il fut finalement livré à l'US Air Force qui le retransforma en C-130H de transport.

### Au sein de l'US Air Force
L'US Air Force s'intéressa un peu plus tardivement que l'US Coast Guard à une version de recherche et sauvetage dérivée du C-130. En 1964 l'aviation militaire américaine préleva six C-130E de ses stocks afin de les transformer en avions de récupération et de sauvetage. Ils furent dotés d'un très ingénieux système, dit de Fulton. Une sorte de pince géante montée à l'avant du nez de l'avion permettait la récupération de soldats au moyen d'un crochet. Des filins métalliques couraient le long de l'avion entre les extrémités des ailes et le nez. Les six avions modifiés et dotés du système de Fulton furent désignés HC-130E. Ils entrèrent en service en 1965 mais ne demeurèrent pas longtemps opérationnels, uniquement deux ans. Ils étaient également utilisés au profit de la NASA pour la récupération des capsules spatiales du programme Apollo. 
À l'instar de l'US Coast Guard, l'US Air Force utilisa une dizaine de HC-130H à partir de 1967. Certains furent déployés durant la guerre du Viêt Nam pour des missions de recherche le long des côtes ou dans les fleuves et rivières. Le HC-130H donna naissance au HC-130P qui disposait en plus d'une capacité de ravitaillement en vol. Dans le même temps apparut le HC-130N qui se présentait comme un mélange de HC-130E pour le système Fulton, avec les capacités de ravitaillement en vol et la motorisation du HC-130P. En 1976 les HC-130H furent dotés d'un carénage au-dessus du fuselage, renfermant divers équipements de communication.
Certains de ces avions ont été déployés lors des engagements américains comme l'invasion de la Grenade en 1983 ou encore la guerre du Golfe en 1990-1991, mais aussi celle au Kosovo en 1998-1999. L'Air Force Special Operations Command a engagé certains de ses HC-130 en Afghanistan.
En 2008 l'état-major de l'US Air Force a annoncé avoir commandé 78 exemplaires de la version HC-130J afin de remplacer tous ses anciens appareils encore en état de vol. Le premier appareil a été livré en septembre 2010.
En novembre 2015, l'USAF dispose de six exemplaires de la version HC-130J, de 21 exemplaires de la version HC-130N, et de onze exemplaires de la version HC-130P.

## Aspects techniques

### Description
Le Lockheed HC-130 (dans sa version HC-130H) se présente sous la forme d'un avion monoplan à aile haute construit en métal, et matériau composite. Il possède un train d'atterrissage tricycle escamotable et sa propulsion est assurée par quatre Turbopropulseurs Allison T56-A-15 d'une puissance nominale de 4910 chevaux, entraînant chacun une hélice quadripale métallique. Son équipage se compose généralement de sept membres. Mis à part l'installation du FLIR AN/AAQ-16, et le système Fulton pour les avions qui en sont dotés, rien ne le différencie extérieurement d'un C-130H Hercules.

### Versions

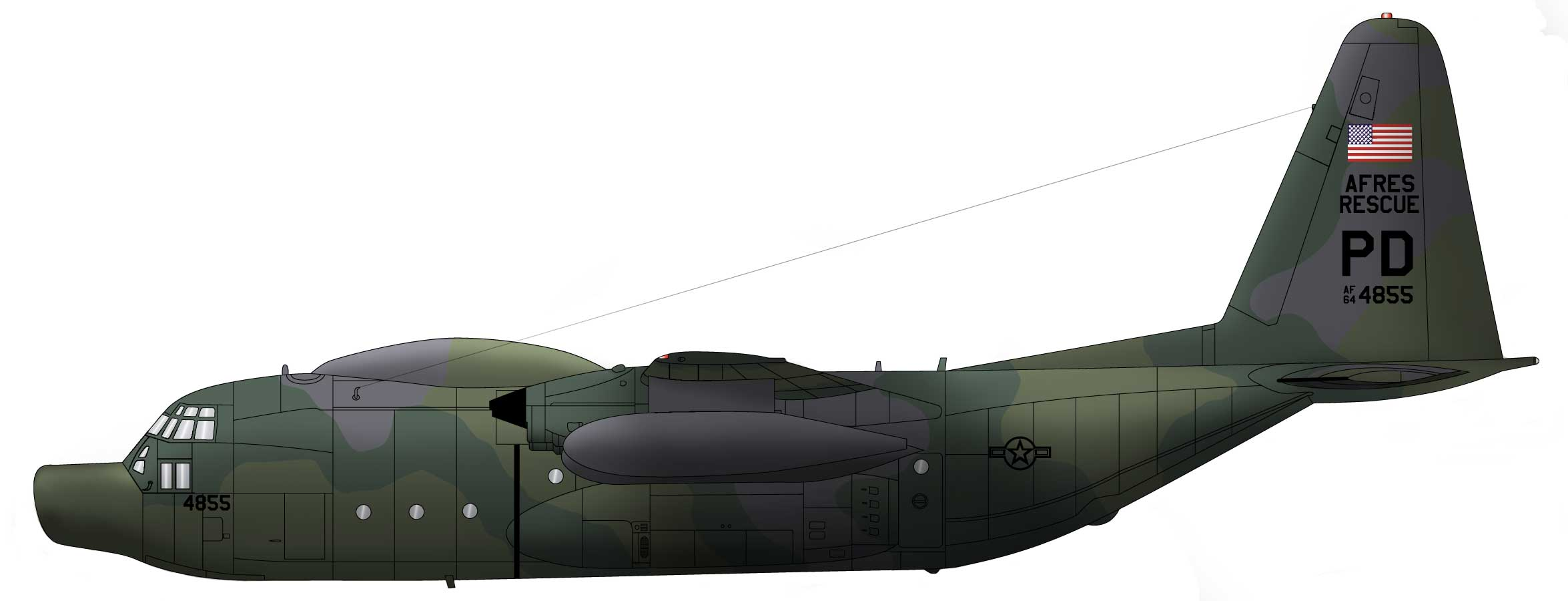
Profil couleur d'un Lockheed HC-130H de l'US Air Force.

- HC-130B : Première version de série, utilisée uniquement par l'US Coast Guard, et désignée originellement R8V-1G puis SC-130B.
- HC-130E : Deuxième version de série, utilisée exclusivement par l'US Air Force.
- HC-130H : Troisième version de série, utilisée par l'US Air Force et l'US Coast Guard.
  - EC-130V : Sous-version du HC-130H construite à un seul exemplaire et dédiée à des missions de repérage, testée par l'US Coast Guard et l'US Navy, et utilisé par l'US Air Force comme avion de transport C-130H.
  - HC-130P : Sous-version du HC-130H, utilisée uniquement par l'US Air Force.
  - HC-130N : Sous-version du HC-130H, utilisée uniquement par l'US Air Force.
- HC-130J : Quatrième version de série, utilisée par l'US Air Force et l'US Coast Guard.